# Amédée Fouillade
Amédée Fouillade est un botaniste français né le 25 août 1870 à Paizay-le-Chapt dans les Deux-Sèvres et mort le 13 mars 1954 à Royan.
Exerçant d’abord le métier d’instituteur puis de greffier de justice, il dirige longtemps la Société botanique des Deux-Sèvres. Il reçoit le prix Gandoger, attribué par la Société botanique de France, en 1933.

## Source
- Jean Dhombres (dir.) (1995). Aventures scientifiques. Savants en Poitou-Charentes du XVIe au XXe siècle. Les éditions de l’Actualité Poitou-Charentes (Poitiers) : 262 p.  (ISBN 2-911320-00-X)